# (4136) Артмане
(4136) Артмане (лат. Artmane) — типичный астероид главного пояса, открыт 28 марта 1968 года советским астрономом Тамарой Смирновой в Крымской астрофизической обсерватории и 26 октября 1996 года назван в честь советской и латышской актрисы Вии Артмане.

## Обнаружение и именование
(4136) Артмане
Открыт 28 марта 1968 года в Крымской астрофизической обсерватории Т. М. Смирновой.
Назван в честь известной латвийской актрисы Вии Артмане, снявшейся более чем в 60 фильмах. "Родная кровь", в котором она сыграла главную роль, была удостоена приза Эрика Джонстона на четвёртом международном кинофестивале, проходившем в Аргентине в 1964 году.
Оригинальный текст (англ.)4136 Artmane
Discovered 1968 Mar. 28 by T. M. Smirnova at the Crimean Astrophysical Observatory.
Named in honor of Vija Artmane, famous Latvian actress who appeared in more than 60 movies. Rodnaya krov' (The Family Blood), in which she took the leading role, was honored with the Eric Johnston prize at the fourth international movie festival, held in Argentina in 1964.
Источники: 19961026/MPCPages.arc; M.P.C. 28089.

## Орбита

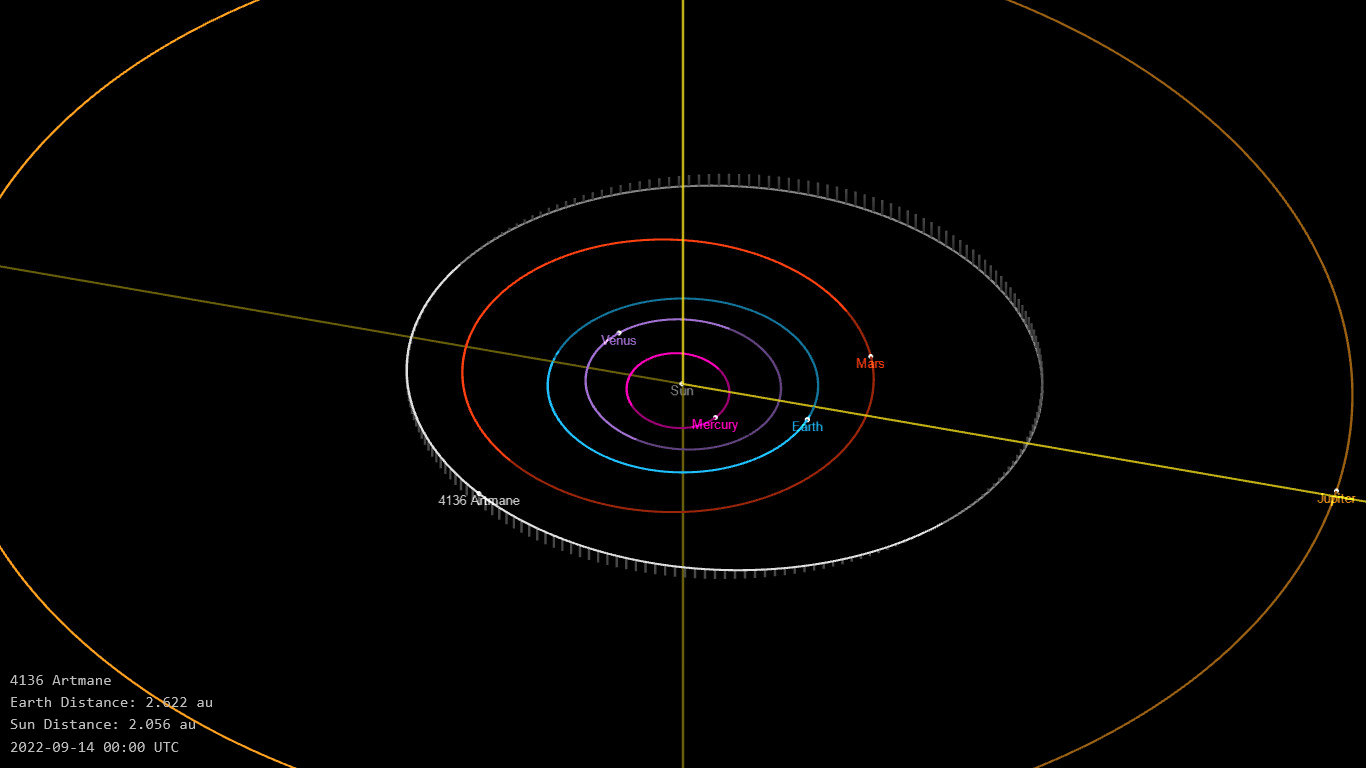
Орбита астероида Артмане и его положение в Солнечной системе

## Физические характеристики
Из наблюдений телескопа VISTA следует, что астероид относится к таксономическому классу U.
По результатам наблюдений в видимом и ближнем инфракрасном диапазоне космического телескопа NEOWISE и наблюдений в инфракрасном диапазоне спутника Akari диаметр астероида оценивался равным 11,134±0,188 км,
10,79±0.80 км, 8,38±1,95 км, 9,41±1,47 км, 7,86±2,24 км, 7,23±2,02 км и 7,98±2,28 км. Согласно тем же источникам альбедо оценивается как 0,0622±0,0092, 0,066±0,010, 0,08±0,06, 0,05±0,03, 0,062±0,009, 0,079±0,067, 0,096±0,061 и 0,076±0,059.